# Real Betis Balompié 2020-2021
Questa voce raccoglie le informazioni riguardanti il Real Betis Balompié nelle competizioni ufficiali della stagione 2020-2021.

## Maglie e sponsor
| Casa | Trasferta | Terza maglia |

Sponsor ufficiale: Betway
Fornitore tecnico: Kappa

## Organico

### Rosa
| N. |                           | Ruolo | Calciatore       |
| -- | ------------------------- | ----- | ---------------- |
| 1  | Spagna (bandiera)         | P     | Joel Robles      |
| 2  | Spagna (bandiera)         | D     | Martín Montoya   |
| 3  | Spagna (bandiera)         | C     | Víctor Camarasa  |
| 4  | Costa d'Avorio (bandiera) | C     | Paul Akouokou    |
| 5  | Spagna (bandiera)         | D     | Marc Bartra      |
| 6  | Spagna (bandiera)         | D     | Víctor Ruiz      |
| 7  | Spagna (bandiera)         | A     | Juanmi           |
| 8  | Francia (bandiera)        | C     | Nabil Fekir      |
| 9  | Spagna (bandiera)         | A     | Borja Iglesias   |
| 10 | Spagna (bandiera)         | C     | Sergio Canales   |
| 11 | Spagna (bandiera)         | A     | Cristian Tello   |
| 12 | Brasile (bandiera)        | D     | Sidnei           |
| 13 | Spagna (bandiera)         | P     | Dani Martín      |
| 14 | Portogallo (bandiera)     | C     | William Carvalho |
| 15 | Spagna (bandiera)         | D     | Álex Moreno      |

| N. |                      | Ruolo | Calciatore         |
| -- | -------------------- | ----- | ------------------ |
| 16 | Spagna (bandiera)    | A     | Loren Morón        |
| 17 | Spagna (bandiera)    | A     | Joaquín (capitano) |
| 18 | Messico (bandiera)   | C     | Andrés Guardado    |
| 20 | Messico (bandiera)   | A     | Diego Lainez       |
| 21 | Argentina (bandiera) | C     | Guido Rodríguez    |
| 22 | Brasile (bandiera)   | D     | Emerson            |
| 23 | Algeria (bandiera)   | D     | Aïssa Mandi        |
| 24 | Spagna (bandiera)    | A     | Aitor Ruibal       |
| 25 | Cile (bandiera)      | P     | Claudio Bravo      |
| 28 | Spagna (bandiera)    | C     | Rodri              |
| 30 | Spagna (bandiera)    | P     | Dani Rebollo       |
| 31 | Spagna (bandiera)    | P     | Carlos Marín       |
| 32 | Spagna (bandiera)    | D     | Fran Delgado       |
| 33 | Spagna (bandiera)    | D     | Juan Miranda       |
| 37 | Spagna (bandiera)    | D     | Geovanni Barba     |

## Calciomercato

### Sessione estiva
| Acquisti         | Acquisti         | Acquisti        | Acquisti      |
| R.               | Nome             | da              | Modalità      |
| ---------------- | ---------------- | --------------- | ------------- |
| D                | Martín Montoya   | Brighton        | gratuito      |
| D                | Víctor Ruiz      | Beşiktaş        | gratuito      |
| P                | Claudio Bravo    | Manchester City | gratuito      |
| D                | Juan Miranda     | Barcellona      | prestito      |
| Altre operazioni |                  |                 |               |
| R.               | Nome             | da              | Modalità      |
| C                | Giovani Lo Celso | Tottenham       | fine prestito |
| A                | Antonio Sanabria | Genoa           | fine prestito |
| D                | Francis Guerrero | Almería         | fine prestito |
| D                | Aitor Ruibal     | Leganés         | fine prestito |
| C                | Ismael Gutiérrez | Alavés          | fine prestito |
| A                | Juan Narváez     | Las Palmas      | fine prestito |
| A                | Liberto Beltrán  | Lleida          | fine prestito |

| Cessioni         | Cessioni         | Cessioni          | Cessioni                   |
| R.               | Nome             | a                 | Modalità                   |
| ---------------- | ---------------- | ----------------- | -------------------------- |
| C                | Giovani Lo Celso | Tottenham         | definitivo (32 milioni €)  |
| D                | Zouhair Feddal   | Sporting Lisbona  | definitivo (4,2 milioni €) |
| C                | Ismael Gutiérrez | Atlético Madrid B | definitivo (1 milione €)   |
| C                | Javi García      | Boavista          | gratuito                   |
| D                | Antonio Barragán | Elche             | gratuito                   |
| A                | Juan Narváez     | Real Saragozza    | gratuito                   |
| A                | Liberto Beltrán  | Albacete          | gratuito                   |
| D                | Edgar González   | Real Oviedo       | prestito                   |
| A                | Wilfrid Kaptoum  |                   | svincolato                 |
| D                | Francis Guerrero |                   | svincolato                 |
| Altre operazioni |                  |                   |                            |
| R.               | Nome             | a                 | Modalità                   |
| C                | Carles Aleñá     | Barcellona        | fine prestito              |
| D                | Alfonso Pedraza  | Villarreal        | fine prestito              |

#### Sessione invernale
| Acquisti | Acquisti | Acquisti | Acquisti |
| R.       | Nome     | da       | Modalità |
| -------- | -------- | -------- | -------- |

| Cessioni | Cessioni         | Cessioni | Cessioni                   |
| R.       | Nome             | a        | Modalità                   |
| -------- | ---------------- | -------- | -------------------------- |
| A        | Antonio Sanabria | Torino   | definitivo (6,5 milioni €) |

## Risultati

### Primera División

#### Girone di andata
| Arbitro: | González Fuertes |

|  |           |             |
|  | Marcatori | 90+5’ Tello |

| Arbitro: | Jaime Latre |

|                                  |           |  |
| Fekir 10’ (rig.) W. Carvalho 18’ | Marcatori |  |

| Arbitro: | De Burgos Bengoetxea |

|                           |           |                                                           |
| Mandi 35’ W. Carvalho 37’ | Marcatori | 14’ Valverde 48’ (aut.) Emerson Royal 81’ (rig.) S. Ramos |

| Arbitro: | Juan Martínez Munuera |

|                              |           |  |
| Ángel 13’, 42’ Cucurella 39’ | Marcatori |  |

| Arbitro: | Cuadra Fernández |

|  |           |                       |
|  | Marcatori | 19’ Canales 74’ Tello |

| Arbitro: | Estrada Fernández |

|  |           |                                            |
|  | Marcatori | 43’ Portu 74’ (rig.) Oyarzabal 88’ Januzaj |

| Arbitro: | Mateu Lahoz |

|                              |           |  |
| M. Llorente 46’ Suárez 90+1’ | Marcatori |  |

| Arbitro: | Medié Jiménez |

|                            |           |           |
| Sanabria 7’ Tello 29’, 56’ | Marcatori | 60’ Josan |

| Arbitro: | Cuadra Fernández |

|                                                           |           |                          |
| Dembelé 22’ Griezmann 49’ Messi 61’ (rig.), 82’ Pedri 90’ | Marcatori | 45+2’ Sanabria 73’ Loren |

| Arbitro: | Alberola Rojas |

|                                                          |           |  |
| Víctor Ruiz 9’ (aut.) Capa 33’ Muniain 59’ Berenguer 68’ | Marcatori |  |

| Arbitro: | Martínez Munuera |

|  |           |                            |
|  | Marcatori | 49’ Muto 54’ (rig.) Burgos |

| Arbitro: | Hernández Hernández |

|  |           |                            |
|  | Marcatori | 76’ Iglesias 90+1’ Miranda |

| Arbitro: | Pizarro Gómez |

|            |           |           |
| Ruibal 51’ | Marcatori | 5’ Torres |

| Arbitro: | Sánchez Martínez |

|                         |           |  |
| Soldado 14’ (rig.), 20’ | Marcatori |  |

| Arbitro: | Pizarro Gómez |

|            |           |           |
| Ruibal 51’ | Marcatori | 5’ Torres |

| Arbitro: | Estrada Fernández |

|                                      |           |                                   |
| Duarte 2’ Morales 22’, 24’ Roger 55’ | Marcatori | 12’ Mandi 78’ (rig.), 86’ Canales |

| Arbitro: | Del Cerro Grande |

|                    |           |          |
| Canales 51’ (rig.) | Marcatori | 48’ Suso |

| Arbitro: | Cordero Vega |

|  |           |                          |
|  | Marcatori | 78’ Mandi 90+4’ Sanabria |

| Arbitro: | Martínez Munuera |

|                  |           |          |
| Canales 25’, 44’ | Marcatori | 15’ Mina |

#### Girone di ritorno
| Arbitro: | Soto Grado |

|                        |           |                           |
| Isak 48’ Oyarzabal 57’ | Marcatori | 85’ Canales 90+2’ Joaquín |

| Arbitro: | Alberola Rojas |

|              |           |  |
| Iglesias 79’ | Marcatori |  |

| Arbitro: | Del Cerro Grande (comitato valenciano) |

|                              |           |                                              |
| Iglesias 38’ Víctor Ruiz 75’ | Marcatori | 57’ Messi 68’ (aut.) Víctor Ruiz 87’ Trincão |

| Arbitro: | Gil Manzano |

|                   |           |                             |
| Moreno 65’ (rig.) | Marcatori | 45’ Fekir 52’ Emerson Royal |

| Arbitro: | Estrada Fernández |

|                     |           |  |
| Iglesias 84’ (rig.) | Marcatori |  |

| Arbitro: | Gil Manzano |

|  |           |            |
|  | Marcatori | 84’ Juanmi |

| Arbitro: | Alberola Rojas |

|                                      |           |                          |
| Iglesias 61’ (rig.), 88’ Joaquín 81’ | Marcatori | 12’ Joselu 24’ B. Méndez |

| Arbitro: | Mateu Lahoz |

|               |           |  |
| En-Nesyri 27’ | Marcatori |  |

| Arbitro: | Gil Manzano |

|                      |           |  |
| Fekir 70’ Juanmi 75’ | Marcatori |  |

| Arbitro: | Cordero Vega |

|           |           |                     |
| Milla 36’ | Marcatori | 14’ (rig.) Iglesias |

| Arbitro: | Cuadra Fernández |

|              |           |             |
| C. Tello 25’ | Marcatori | 5’ Carrasco |

| Siviglia 21 aprile 2021, ore 20:00 CEST 31ª giornata | Betis            | 0 – 0 referto | Athletic Bilbao | Estadio Benito Villamarín (0 spett.)\| Arbitro: \| Cuadra Fernández \| |
| Arbitro:                                             | Cuadra Fernández |               |                 |                                                                        |

| Madrid 24 aprile 2021, ore 21:00 CEST 32ª giornata | Real Madrid       | 0 – 0 referto | Betis | Stadio Alfredo Di Stéfano (0 spett.)\| Arbitro: \| Estrada Fernández \| |
| Arbitro:                                           | Estrada Fernández |               |       |                                                                         |

| Arbitro: | Alberola Rojas |

|                       |           |                             |
| Fekir 12’ Canales 42’ | Marcatori | 22’ Guedes 61’ (rig.) Soler |

| Arbitro: | Estrada Fernández |

|              |           |            |
| Weissman 68’ | Marcatori | 49’ Ruibal |

| Arbitro: | Soto Grado |

|                   |           |            |
| Iglesias 39’, 87’ | Marcatori | 66’ Machís |

| Arbitro: | De Mera Escuderos |

|            |           |             |
| Enrich 83’ | Marcatori | 4’ Guardado |

| Arbitro: | González Fuertes |

|                     |           |  |
| Iglesias 57’ (rig.) | Marcatori |  |

| Arbitro: | Gil Manzano |

|                                     |           |                                               |
| Iago Aspas 32’ (rig.) B. Méndez 49’ | Marcatori | 53’ (rig.) Iglesias 69’ Fekir 73’ Víctor Ruiz |

### Coppa del Re
| Arbitro: | Medié Jiménez |

|  |           |                              |
|  | Marcatori | 44’ Montoya 75’ G. Rodríguez |

| Arbitro: | Medié Jiménez |

|           |           |                                   |
| Briñol 5’ | Marcatori | 35’ Miranda 37’ Emerson Royal 61’ |

| Arbitro: | De Burgos Bengoetxea |

|  |           |                              |
|  | Marcatori | 28’ (rig.) Canales 31’ Rodri |

| Arbitro: | Mateu Lahoz |

|                                |           |               |
| Canales 78’ Iglesias 96’, 111’ | Marcatori | 13’ Oyarzabal |

| Arbitro: | Mateu Lahoz |

|                      |                      |                                            |
| Juanmi 84’           | Marcatori            | 90+4’ Raúl García                          |
| Mandi Canales Juanmi | Tiri di rigore 1 – 4 | Raúl García I. Williams Morcillo Berchiche |

## Statistiche

### Statistiche di squadra
| Competizione     | Punti | In casa | In casa | In casa | In casa | In casa | In casa | In trasferta | In trasferta | In trasferta | In trasferta | In trasferta | In trasferta | Totale | Totale | Totale | Totale | Totale | Totale | DR |
| Competizione     | Punti | G       | V       | N       | P       | Gf      | Gs      | G            | V            | N            | P            | Gf           | Gs           | G      | V      | N      | P      | Gf     | Gs     | DR |
| ---------------- | ----- | ------- | ------- | ------- | ------- | ------- | ------- | ------------ | ------------ | ------------ | ------------ | ------------ | ------------ | ------ | ------ | ------ | ------ | ------ | ------ | -- |
| Primera División | 61    | 19      | 10      | 5       | 4       | 27      | 21      | 19           | 7            | 5            | 7            | 23           | 29           | 38     | 17     | 10     | 11     | 50     | 50     | 0  |
| Coppa del Re     | -     | 2       | 1       | 1       | 0       | 4       | 2       | 3            | 3            | 0            | 0            | 7            | 1            | 5      | 4      | 1      | 0      | 11     | 3      | +8 |
| Totale           | -     | 21      | 11      | 6       | 4       | 31      | 23      | 22           | 10           | 5            | 7            | 30           | 30           | 43     | 21     | 11     | 11     | 61     | 53     | +8 |